# Carolyn Purdy
Carolyn Purdy-Gordon (Michigan, 1947) è un'attrice e sceneggiatrice statunitense.

## Biografia
Nel 1969, Carolyn Purdy si sposa con il regista cinematografico americano Stuart Gordon, modificando formalmente il suo nome in Carolyn Purdy-Gordon. La sua carriera cinematografica è stata notevolmente condizionata dal matrimonio con il regista, in quanto tutti i film in cui è apparsa sono del marito. Dalla loro unione sono nate tre figlie: Jillian Bess Gordon, Margaret Berni Gordon e Suzanna Katherine Gordon.

## Filmografia

### Attrice

#### Cinema
- Re-Animator, regia di Stuart Gordon (1985)
- From Beyond - Terrore dall'ignoto (From Beyond), regia di Stuart Gordon (1986)
- Dolls, regia di Stuart Gordon (1987)
- Robot Jox, regia di Stuart Gordon (1990)
- Il pozzo e il pendolo (The Pit and the Pendulum), regia di Stuart Gordon (1991)
- The Arrival, regia di David Schmoeller (1991)
- 2013 - La fortezza (Fortress), regia di Stuart Gordon (1992) - voce
- Space Truckers, regia di Stuart Gordon (1996)
- Stuck, regia di Stuart Gordon (2007)
- The Sailor, regia di Raquel Cedar - cortometraggio (2011)
- Snow White: A Deadly Summer, regia di David DeCoteau (2012)
- ABCs of Death 2.5, regia collettiva (2016) - (segmento "M is for Mormon Missionaries")

#### Televisione
- Bleacher Bums, regia di Patterson Denny e Stuart Gordon – film TV (1979)

- P/S - Pronto soccorso (E/R) – serie TV, episodi 1x9 (1984)
- Castle Freak, regia di Stuart Gordon – film TV (1995)